# Trouble at Melody Mesa
Trouble at Melody Mesa è un film del 1949 diretto da W. Merle Connell.
È un western statunitense a sfondo musicale con Brad King, Cal Shrum e Lorraine Miller.

## Produzione
Il film, diretto da W. Merle Connell su una sceneggiatura di Ned Dandy, fu prodotto da Birger E. Williamson per la Three Crown Productions.

## Distribuzione
Il film fu distribuito negli Stati Uniti dal 1º luglio 1949 al cinema dalla Astor Pictures Corporation.

## Promozione
Le tagline sono:
- Fiery Guns Play Badmen's Music In Melody Mesa Country!
- ROARING GUNS SPEAK THE LAW OF JUSTICE!
- FIGHTING MARSHAL... staking his love on a woman he doubts... his life against a killer!